# 聖公會米斯暨基爾代爾教區
聖公會米斯暨基爾代爾教區（英語：United Dioceses of Meath and Kildare）是聖公會愛爾蘭教會都柏林教省下面的一個教區。
教區位於愛爾蘭的東部，包括米斯郡、西米斯郡、奧法利郡和勞斯郡，原為兩個獨立的教區（都成立於1111年成立），1976年合併至今。
教區有16個堂區，座堂分別位於特利姆和基爾代爾。現任教區主教為帕特·史朵芮，是愛爾蘭教會以至英倫三島第一位聖公會女性主教。